# Murilo Bustamante
Murilo Bustamante (Rio de Janeiro, 30 de julho de 1966) é um ex-lutador brasileiro de artes marciais mistas (MMA) especialista em Jiu-jitsu. Ele é um dos fundadores da Brazilian Top Team e seu atual líder.

## Biografia
Murilo Bustamante é um dos poucos grapplers que podem ser chamados de mestres em Brazilian Jiu-Jitsu. Além de ser faixa preta do lendário Carlson Gracie, Bustamante ganhou inúmeros títulos mundiais no Jiu-Jitsu. Embora Bustamante possua habilidades incríveis no chão, possui uma base sólida de boxe, tornando o seu jogo no octógono muito eficiente. Seu currículo inclui impressionantes vitórias sobre Jerry Bohlander, com uma Mata Leão, Ikuhisa Minowa, Ryuta Sakurai (duas vezes), Dave Menne (luta na qual ele ganhou o cinturão dos médios do UFC) e o, na época líder do ranking dos médios, Matt Lindland (até então invicto). Com um jogo de chão classico, e mãos rápidas e um estilo de luta agressivo, "Busta" foi semeando caos no ranking dos médios MMA para mais de uma década.
Murilo lutava na categoria de meio-pesados mas após perder para a ex-campeão dos meio-pesados do UFC Chuck Liddell, com quem lutou arduamente, por decisão unânime no UFC 33, caiu uma categoria de peso e e passou a lutar nos médios do UFC, sua primeira luta foi pelo cinturão da categoria, vencendo Dave Menne no segundo round, por finalização no UFC 35.

## Pride
Após ser campeão dos médios do UFC derrotando Dave Menne no UFC 35, Bustamante fez uma defesa de título, derrotando Matt Lindland, antes de deixar o UFC, devido a razões financeiras para assinar com o PRIDE em 2003.
Ele foi finalistas do torneio dos meio-médios do Pride em 2005. Depois de duas vitórias impressionantes através de uma chave-de-braço e um TKO, derrotando Ikuhisa Minowa e Masanori Suda, respectivamente, Bustamante entrou na final contra Dan Henderson. Na final "Busta" perdeu por decisão dividida para o bicampeão do Pride.

## Títulos
Ultimate Fighting Championship
- Campeão dos Medios do UFC

## Cartel no MMA
| Res.    | Cartel | Oponente          | Método                                  | Evento                             | Data       | Round | Tempo | Local                   | Notas                                                                    |
| ------- | ------ | ----------------- | --------------------------------------- | ---------------------------------- | ---------- | ----- | ----- | ----------------------- | ------------------------------------------------------------------------ |
| Vitória | 15-8-1 | Dave Menne        | Decisão (dividida)                      | AFC 2                              | 01/04/2012 | 3     | 5:00  | Manaus, Amazonas        |                                                                          |
| Derrota | 14–8–1 | Jesse Taylor      | Nocaute Técnico (desistência)           | Impact FC 2                        | 18/07/2010 | 2     | 2:10  | Sydney                  |                                                                          |
| Derrota | 14–7–1 | Makoto Takimoto   | Decisão (dividida)                      | Yarennoka! 2007                    | 31/12/2007 | 2     | 5:00  | Saitama                 |                                                                          |
| Vitória | 14–6–1 | Ryuta Sakurai     | Nocaute (socos)                         | Deep: 29th Impact                  | 13/04/2007 | 1     | 3:50  | Tóquio                  |                                                                          |
| Viória  | 13–6–1 | Dong Sik Yoon     | Decisão (unânime)                       | Pride Bushido 13                   | 05/11/2006 | 2     | 5:00  | Yokohama                |                                                                          |
| Derrota | 12–6–1 | Amar Suloev       | Decisão (unânime)                       | Pride Bushido 11                   | 04/06/2006 | 2     | 5:00  | Saitama                 |                                                                          |
| Derrota | 12–5–1 | Dan Henderson     | Decisão (dividida)                      | Pride Shockwave 2005               | 31/12/2005 | 2     | 5:00  | Saitama                 | Final do GP de Meio Médios do Pride.                                     |
| Vitória | 12–4–1 | Ikuhisa Minowa    | Nocaute Técnico (golpes)                | Pride Bushido 9                    | 25/09/2005 | 1     | 9:51  | Tóquio                  |                                                                          |
| Vitória | 11–4–1 | Masanori Suda     | Finalização (chave de braço)            | Pride Bushido 9                    | 25/09/2005 | 1     | 3:20  | Tóquio                  |                                                                          |
| Vitória | 10–4–1 | Ryuta Sakurai     | Decisão (Unânime)                       | Pride Bushido 6                    | 03/04/2005 | 2     | 5:00  | Yokohama                |                                                                          |
| Derrota | 9–4–1  | Kazuhiro Nakamura | Decisão (unânime)                       | Pride Final Conflict 2004          | 15/08/2004 | 3     | 5:00  | Saitama                 |                                                                          |
| Derrota | 9–3–1  | Dan Henderson     | Nocaute Técnico (socos)                 | Pride Final Conflict 2003          | 09/11/2003 | 1     | 0:53  | Tóquio                  |                                                                          |
| Derrota | 9–2–1  | Quinton Jackson   | Decisão (dividia)                       | Pride Total Elimination 2003       | 10/08/2003 | 3     | 5:00  | Saitama                 | Quartas de Final do GP de Médios do Pride.                               |
| Vitória | 9–1–1  | Matt Lindland     | Finalização (guilhotina)                | UFC 37: High Impact                | 10/05/2002 | 3     | 1:33  | Bossier City, Louisiana | Defendeu o Cinturão Peso Médio do UFC; Deixou vago após ir para o Pride. |
| Vitória | 8–1–1  | Dave Menne        | Nocaute Técnico (socos)                 | UFC 35: Throwdown                  | 11/01/2002 | 2     | 0:44  | Uncasville, Connecticut | Ganhou o Cinturão Peso Médio do UFC.                                     |
| Derrota | 7–1–1  | Chuck Liddell     | Decisão (unânime)                       | UFC 33: Victory in Vegas           | 28/09/2001 | 3     | 5:00  | Las Vegas, Nevada       |                                                                          |
| Vitória | 7–0–1  | Sanae Kikuta      | Decisão (unânime)                       | Pancrase: Trans 6                  | 31/10/2000 | 1     | 15:00 | Tóquio                  |                                                                          |
| Vitória | 6–0–1  | Yoji Anjo         | Finalização (triângulo de braço)        | UFC 25: Ultimate Japan 3           | 14/04/2000 | 2     | 0:31  | Tóquio                  |                                                                          |
| Vitória | 5–0–1  | Jerry Bohlander   | Nocaute (pedalada)                      | Pentagon Combat                    | 27/09/1997 | 1     | 5:38  | Brasil                  |                                                                          |
| Empate  | 4–0–1  | Tom Erikson       | Empate                                  | Martial Arts Reality Superfighting | 22/11/1996 | 1     | 40:00 | Birmingham, Alabama     |                                                                          |
| Vitória | 4–0    | Juan Mott         | Finalização (socos)                     | Martial Arts Reality Superfighting | 22/11/1996 | 1     | 1:08  | Birmingham, Alabama     |                                                                          |
| Vitória | 3–0    | Chris Haseman     | Nocaute Técnico (interrupção do córner) | Martial Arts Reality Superfighting | 22/11/1996 | 1     | 1:01  | Birmingham, Alabama     |                                                                          |
| Vitória | 2–0    | Joe Charles       | Finalização (triângulo de braço)        | Universal Vale Tudo Fighting 2     | 24/06/1996 | 1     | 3:08  | Brasil                  |                                                                          |
| Vitória | 1–0    | Marcelo Mendes    | Nocaute Técnico (lesão)                 | Desafio - Jiu Jitsu vs Luta Livre  | 26/09/1991 | 1     | 4:42  | Rio de Janeiro          |                                                                          |